# Општина Ариешени (Алба)
Ариешени (рум. Arieşeni) општина је у Румунији у округу Алба.
Општина се налази на надморској висини од 837 m.